# (1095) Tulipa
Pour les articles homonymes, voir Tulipa (homonymie).
(1095) Tulipa est un astéroïde de la ceinture principale. Découvert le 14 avril 1926 par l'astronome allemand Karl Wilhelm Reinmuth, il est nommé en l'honneur du genre Tulipa (les tulipes). Sa désignation provisoire était 1926 GS.